# Lukas Diestel
Lukas Diestel (* 1989 in Berlin) ist ein Dichter, Autor und Comedian. Diestel lebt in Hannover.

## Leben
Diestel studierte in Freiburg English and American Studies sowie Kognitionswissenschaft.
2017 war er mit „Peter M. stellt sich vor“ Finalist des Open Mike.
2021 entwickelte er einen KI-Gedichte-Generator mit dem Titel Gedichtgrube. Das Projekt kombiniert künstliche Intelligenz und Poesie zu einem interaktiven Kunstwerk. Alle fünf Minuten misst ein im Arm implantierter Silikonfaden den Gewebezucker von Diestel persönlich, der an Typ-1-Diabetes leidet, und sendet die Werte an ein Smartphone und einen Server. Dort wird anhand des gemessenen Wertes eine Stimmung ermittelt, die von einer speziell trainierten KI als Grundlage für die Erstellung eines Gedichts genutzt wird. Das generierte Gedicht wird ungelesen auf eine Website hochgeladen, wo Besucher die Möglichkeit haben, das Gedicht zu bewerten. Gefällt ein Gedicht, kann es von den Besuchern „entdeckt“ und in eine Galerie aufgenommen werden. Alternativ kann es verworfen werden, wodurch die lesende Person die einzige bleibt, die es jemals gesehen hat, was dem Projekt einen Hauch von Mystik verleiht.
Zusammen mit Jonathan Löffelbein tritt er als Stand-up-Comedian auf. Ihre gemeinsame Show, die sie alle zwei Monate umschreiben, heißt „Häppchen und Sekt“. Zuvor gründeten die beiden 2017 den Blog Worst of Chefkoch, für den sie besonders lustige, eklige oder außergewöhnliche Rezepte des Portals Chefkoch.de sammeln und mit kurzen literarischen Texten präsentieren. Mit einem dazugehörenden abendfüllenden Programm waren sie im deutschsprachigen Raum unterwegs. 2021 strahlte Tele 5 einige Folgen der auf Worst of Chefkoch basierenden Show „YUMMY! Die etwas andere Kochshow“ aus, die von Diestel und Löffelbein moderiert wurde. Dort kochten sie gemeinsam mit prominenten Gästen wie Reiner Calmund und Natascha Ochsenknecht.
Zusammen mit Christian Eichler und Max Gehrls hat Diestel einen Podcast mit dem Titel Gespräche in Aspik.

## Publikationen
- mit Jonathan Löffelbein: Worst of Chefkoch: die Rezeptsammlung des Grauens. München: Goldmann 2018. ISBN 978-3-442-15979-6
- mit Jonathan Löffelbein: Worst of Chefkoch: Die Rezeptsammlung des Grauens (Audio-CD). Der Hörverlag, 2019, ISBN 978-3-8445-3373-6.
- Gedichtgrube. Berlin: Hybriden-Verlag 2023.
- Diestel, Lukas; Hepach, Maximilian Gregor; Marinsalta, Giacomo; Neumeyer, Sybille; Parnow, Jonas; Schneider, Birgit; Wong, May Ee: Horoskop. In: Zeitschrift für Medienwissenschaft. Jg. 16, Heft 30 (1/2024): Was uns ausgeht, 60–63. DOI:10.25969/mediarep/21976.